# Acroporium acestrostegium
Acroporium acestrostegium là một loài Rêu trong họ Sematophyllaceae. Loài này được (Sull.) H.A. Crum & Steere mô tả khoa học đầu tiên năm 1956.